# Быков, Владимир Борисович
Владимир Борисович Быков (1953—2006) — советский и российский филолог, доктор филологических наук, профессор Смоленского государственного университета.

## Биография
Владимир Борисович Быков родился 11 сентября 1953 года в селе Туманово Вяземского района Смоленской области.
После окончания средней школы поступил в Смоленский государственный педагогический институт. В 1982 году защитил диссертацию на соискание учёной степени кандидата филологических наук на тему: «Трехкомпонентные сложные предложения с сочинительной и подчинительной связью в русском литературном языке XVIII века», после чего работал ассистентом на кафедре русского языка филологического факультета Смоленского государственного педагогического института. В 1985 году стал деканом факультета. В 1989 году переехал в Берлин, где возглавлял кафедру славистики Берлинского университета имени Гумбольдта.
В 2001 году Быков защитил диссертацию на соискание учёной степени доктора филологических наук на тему: «Лексикологические и лексикографические проблемы исследования русского субстандарта». В 2003 году вернулся в Смоленск, где заведовал кафедрой теории и практики перевода Смоленского гуманитарного университета.
Являлся автором большого количества научных работ, в том числе ряда словарей и справочников. Избирался членом Международной фразеологической комиссии славистов. Входил в редакционные коллегии ряда научных журналов, в том числе германских. Основная тема научных исследований — проблема субстандарта в русском языке.
Скончался 23 марта 2006 года, похоронен на кладбище в родном селе.